# القطة الساقطة

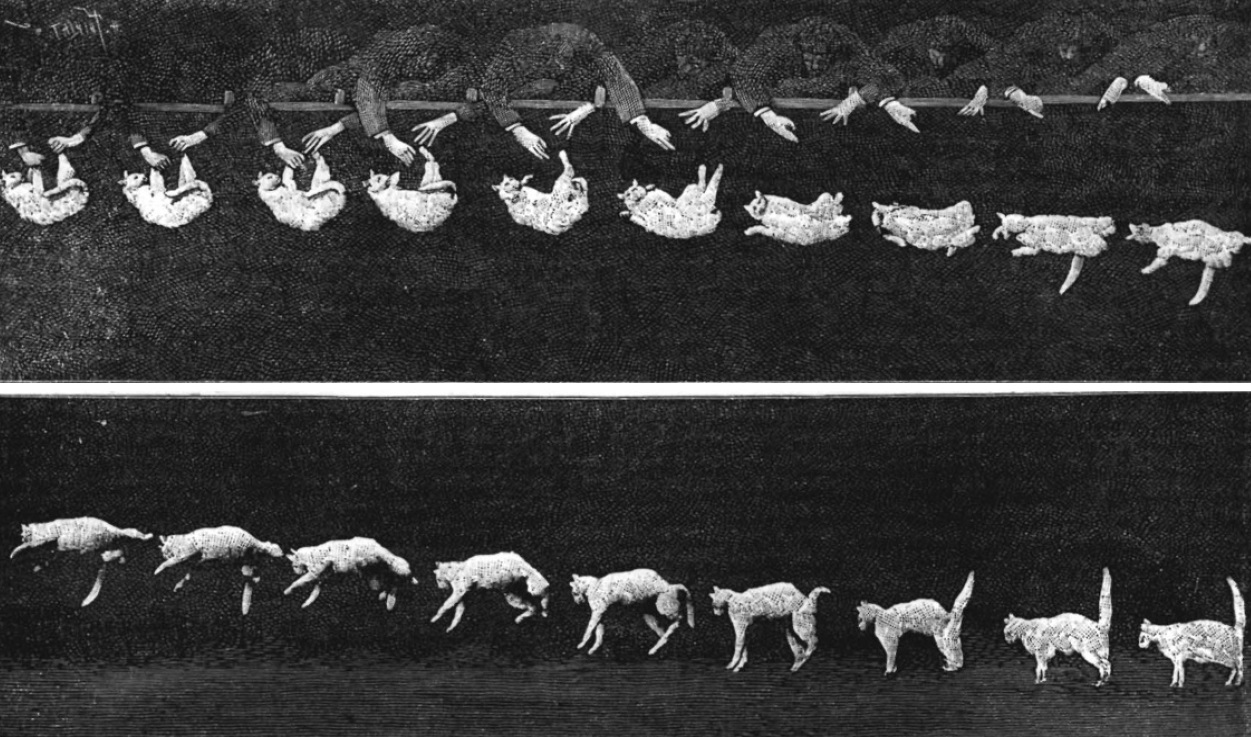
القطة الساقطة 1894

القطة الساقطة (بالإنجليزية: Falling Cat)‏ فيلم قصير صامت أنتجه وأخرجه العالم الفرنسي إتيين-جولز ماري سنة 1894. تم صوير الفيلم في منتزه بولونيا العمومي وصدر في فرنسا. يقال أنه أول صورة متحركة في التاريخ تظهر فيها قطة حية. يظهر الفيلم قطة تسقط وتحط على قوائمها.
قام ماري بتجميع كاميرا يمكن أن تأخد 12 لقطة متتالية في الثانية وتشبه شوزنا له سبطانة قصيرة بمخزن، وباستعمالها درس نشاطات عدة حيوانات. أشهر دراساته كانت 'حديقة الحيوانات المتحركة' التي تم فيها إسقاط هذا القط من ارتفاع بضعة أقدام، لاكتشاف هل ستحط دائما على قوائمها.

## وصلات خارجية
- القطة الساقطة على موقع IMDb (الإنجليزية)
- القطة الساقطة على موقع قاعدة بيانات الفيلم (الإنجليزية)
- القطة الساقطة على موقع ليتربوكسد (الإنجليزية)
- القطة الساقطة على موقع كينوبويسك (الروسية)
- القطة الساقطة على يوتوب